# Lotta Edholm
Lotta Edholm, née le 8 février 1965 à Västerås, est une femme politique suédoise, membre des Libéraux.

## Biographie

### Formation
Lotta Edholm est titulaire d'une licence en sciences politiques de l'université de Stockholm. Elle s'engage tôt en politique. Elle est présidente de l'organisation de jeunesse du Parti du peuple - Les Libéraux entre 1989 et 1991.

### Carrière politique
Lotta Edholm est membre du parlement (vice-ministre) entre 1992 et 1994 pour la circonscription de la municipalité de Stockholm.
Lors des élections de 2014, elle est en première place sur les listes du Parti du peuple dans la ville de Stockholm, après avoir été choisie lors de l'élection interne du Parti du peuple - Les Libéraux pour le conseil municipal de Stockholm.
Entre 2018 et 2020, Lotta Edholm est maire d'une école de la ville de Stockholm ; entre 2006 et 2020, elle est chef de groupe et principale représentante des libéraux dans la ville de Stockholm et entre 2006 et 2014, elle est maire d'une école et présidente de la commission de l'éducation à Stockholm. Elle avait déjà été maire de l'opposition en 2005.
Depuis le 18 octobre 2022, elle est ministre de l'Éducation du gouvernement Kristersson,.

### Carrière professionnelle
En janvier 2020, Lotta Edholm annonce sa décision de quitter un temps la politique. Plus tard dans l'année, elle occupe un poste de consultante senior au sein de l'agence Tenelius Holm, spécialisée dans les marchés publics,. En 2021, elle est élue au conseil d'administration du groupe scolaire indépendant coté en bourse Tellusgruppen,.

## Vie privée
Lotta Edholm est mariée de 1992 à 2004 à Lars Leijonborg, leader du Parti du peuple - Les Libéraux, avec qui elle a un fils.